# 甲斐千尋
甲斐 千尋（かい ちひろ、1990年1月23日 - ）は、日本の女優、タレントである。埼玉県出身。身長152cm。

## 人物
- 特技は、テニス、バトントワリング、ラッピング。
- 趣味は、アニメ・漫画。
- 2021年9月末日をもってJJプロモーションを退所。

## 出演

### 舞台
- ミスタームーンライト〜月光旅人〜（2013年2月28-3月3日、遊空間がざびぃ）- かすみ 役
- 華ヤカ哉、我ガ一族 オペラカレイド（2013年4月23日 - 5月1日、星陵会館） - 杉村たえ 役
  - 華ヤカ哉、我ガ一族 オペラカレイド 再会（2013年8月3日 - 12日、星陵会館）
  - 華ヤカ哉、我ガ一族 オペラカレイド 狂宴（2014年12月12日 - 21日、星陵会館）
- 十鬼の絆 〜関ヶ原奇譚〜 恋舞（2013年12月13日-22日、星陵会館） - 千鬼丸 役
- 海のバッキャロー!!〜まごころ食堂編〜（2014年1月14日-19日、シアターグリーン Box in Box THEATER） - 小林亜紀 役
  - 風のバッキャロー!!〜まごころ食堂編〜（2014年7月15日〜21日、シアターグリーン Box in Box THEATER）
- 福憑〜そこはかとなく忠臣蔵〜（2015年12月15日-20日、下北沢OFFOFFシアター）- 田崎春菜 役
- 終わりのセラフ The Musical（2016年2月4日-11日、AiiA 2.5 Theater Tokyo） - 柊シノア 役
- FOOLISH（2016年4月6日 - 10日、シアターグリーン BIG TREE THEATER）- 菊池あかり 役
- カーニヴァル　始まりの輪舞曲（2016年5月20日 - 29日、あうるすぽっと） - ツバメ 役
- ROCK MUSICAL BLEACH〜もうひとつの地上〜（2016年7月28日 - 8月7日、AiiA 2.5 Theater Tokyo / 8月24日 - 28日、京都劇場）-朽木ルキア 役
- テイルズ オブ ザ ステージ -最後の予言（ラストスコア）- LIVE&THEATER at 横浜アリーナ（2017年6月2日、横浜アリーナ / 8月30日 - 31日、メルパルクホール大阪 / 9月5日 - 6日、中野サンプラザ）-アニス・タトリン 役
- Fate/Grand Order THE STAGE -神聖円卓領域キャメロット-（2017年7月14日 - 17日 / 9月29日 - 10月8日、Zeppブルーシアター六本木） - モードレッド 役
- テイルズ オブ ザ ステージーローレライの力を継ぐ者ー LIVE&THEATER at 横浜アリーナ（2018年6月15日、横浜アリーナ）-アニス・タトリン 役
  - テイルズ オブ ザ ステージーローレライの力を継ぐ者ー EMOTIONAL ACT（2018年8月22日-26日、Zepp DiverCity/9月8日-9日、Zepp Namba）-アニス・タトリン 役
- 体内活劇「はたらく細胞」（2018年11月16日-25日、シアター1010）-制御性T細胞 役
- 舞台「血界戦線」（2019年11月2日-10日、天王洲 銀河劇場 / 11月14日-17日、梅田芸術劇場シアター・ドラマシティ）-偏執王アリギュラ 役
- 体内活劇「はたらく細胞Ⅱ」（2019年9月27日-10月6日、シアター1010）-制御T細胞 役
- 家庭教師ヒットマンREBORN! the STAGE -vs VARIA part I-（2019年6月14日 - 23日、シアター1010 / 6月27日 - 30日、柏原市民文化会館 リビエールホール） - マーモン 役[1]
  - the STAGE -vs VARIA part II-（2020年1月6日 - 13日、天王洲 銀河劇場 / 1月17日 - 19日、梅田芸術劇場 シアター・ドラマシティ）
  - the STAGE -隠し弾（SECRET BULLET）-（2020年11月7日 - 15日、天王洲 銀河劇場 / 11月19日 - 22日、京都劇場）
- ネット怪談×百物語 シーズン5  41話〜50話 - レムリア編集長 役
- 饗宴「+GOLD FISH」(2021年6月2-13日、銀座DisGOONieS) - エヴリン 役
- 土のバッキャロー!!〜山形の風土で育まれたワインと人の恋物語〜（2021年10月6日-12日、シアターグリーン BIG TREE THEATER) - 坂田千夏 役
- 「和の音」朗読会1〜心に響く日本文学〜 (2021年12月2日-５日、コフレリオ新宿シアター)
- ハローハローポピーポピー (2021年12月21-26日、BOX in BOX THEATER) - アイリス 役
- 涙目男、桃尻女に誑かされ。伊達女、宿で北叟笑む (2022年1月13-14日、zoomオンライン配信) - 佐藤悠希 役
- 短編朗読劇公演 IMPRESSION vol.15 (2022年4月29-5月1日、荻窪小劇場) - セシル 役
- 雫のバッキャロー‼︎〜山梨と山形で、ワインに人生を掛けた家族たちの物語〜 (2022年5月11-17日、シアターグリーン BIG TREE THEATER) - 坂田千夏 役
- アサルトリリィ×私立ルドビコ女学院「白きレジスタンス〜約束の行方〜」（2022年6月30日 - 7月6日、新宿・スペース・ゼロ)- 高取・ナタリー・永遠 役
- 雨降る正午、風吹けば（2022年7月13日 - 24日、王子小劇場 / 8月18日 - 21日、大阪市立芸術創造館）- 山本幸恵 役[2]
- アサルトリリィ×私立ルドビコ女学院「LIVE SHOW」（2022年9月8日 - 18日、銀座博品館劇場) - 高取・ナタリー・永遠 役
- 恐竜ラボ！ディノサバイバル DINO-A-LIVE (2022年10月29-30日、盛岡市民文化ホール/11月19日、松山市民会館/2023年1月7日、佐賀市民会館/1月9日、倉敷市民会館/2月4日、滋賀県立芸術劇場/2月18日、なら100年会館/2月23日、iichikoグランシアタ/3月11-12日、安城市民会館、3月25日、リンクステーションホール青森) - 翼くん 役
- 憧れのサンパチマイク (2022年11月2-6日、シアターサンモール) - 原京香 役
- 朗読劇 ネガイバナ (2022年11月15-20日、シアターグリーン BOX in BOX THEATER) - ママ・メイアン 役
- Family side episode 第5弾「IKKAKU 」(2022年12月6-11日、赤坂πTOKYO) - マリン橋場 役
- 気まぐれなクロノス (2023年4月19-23日、築地本願寺ブディストホール) - 剣崎ゼノビア 役
- 烈火の人 (2023年7月6-9日、萬劇場) - ミュージカルチーム けい 役
- アサルトリリィ×私立ルドビコ女学院「白きレジスタンス～真実の刃～」(2023年8月19日 - 23日、大手町三井ホール) - 高取・ナタリー・永遠 役
- アサルトリリィ「リリィコレクション2023 御台場女学校 with 私立ルドビコ女学院」(2023年8月26日 - 27日、大手町三井ホール) - 高取・ナタリー・永遠 役
- IMPRESSION-LIVE- (2023年9月3日、こった創作空間)
- ボクから君におくるもの (2023年9月20-25日、コフレリオ新宿シアター) - アン 役
- 七つ鐘がなる前に(2023年11月8-12日、シアターKASSAI) -  ヒカリ 役
- わが闇(2023年12月6-17日、上野ストアハウス) - 柏木類子 役
- DisGOONie Presents Vol.13 Go back to Goon Docks 「チックジョ〜」(2024年1月11-21日、EXシアター六本木) - お市 役
- 舞台「OVER SMILE 2024」（2024年3月1日 - 10日、あうるすぽっと） - ジーナ 役[3]
- リーディングライブ「グリム姫物語集」(2024年4月4-7日、参宮橋トランスミッション) - 王子、鏡 役
- グリザイア：ファントムトリガー THE STAGE（2024年5月2日 - 6日、飛行船シアター）- マザーヨーコ役[4]
- 「Change the World[5]」（2024年6月8日 - 16日、池袋・サンシャイン劇場）
- 尺には尺を (2024年7月10日 - 15日、劇場MOMO) - アンジェロ 役
- 舞台「アサルトリリィ・イルマ女子美術高校」-The Bond with the White Rose-（12月5日－12月15日、、こくみん共済coopホール／スペース・ゼロ） - 高取・ナタリー・永遠 役
- 1925→2025（2025年1月7日 - 13日、吉祥寺シアター）- あい 役[6]
- 300年の絵画と鉄仮面の姫君 (2025年2月20日 - 24日、萬劇場) - ストレート班 セシル 役
- 「ミス・ホームズの婉麗奇譚〜貌〜」 (2025年4月2日 - 6日、テアトルBONBON) - 麗寿渡玲子 役
- 初恋雨 〜恋々と、募る思い〜 (2025年6月4日 - 8日、劇場MOMO) - アマリリス文霞 役
- この暮らしにタイトルを付けようとした、日々(2025年7月15日 - 20日、シアター711) - 女1・アサギ 役